# Eugenia madagascariensis
Eugenia madagascariensis är en myrtenväxtart som först beskrevs av Joseph Marie Henry Alfred Perrier de la Bâthie, och fick sitt nu gällande namn av Andrew John Scott. Eugenia madagascariensis ingår i släktet Eugenia och familjen myrtenväxter. Inga underarter finns listade i Catalogue of Life.